# حمام عدل
حمام عدل مربوط به اواخر دوره قاجار است و در شهرستان مشگین‌شهر، بخش مرکزی، داخل شهر مشکین شهر واقع شده و این اثر در تاریخ ۱۲ دی ۱۳۸۶ با شمارهٔ ثبت ۲۰۴۰۸ به‌عنوان یکی از آثار ملی ایران به ثبت رسیده است.